# Georg Birnbaum
Georg Hans Birnbaum (* 21. Mai 1890 in Ansbach; † 23. Dezember 1948 in Hannover) war ein deutscher Dermatologe und Hochschullehrer.

## Leben
Georg Birnbaum war der Sohn eines Metzgers. Er absolvierte nach der Reifeprüfung in seiner Heimatstadt ab 1909 ein Medizinstudium an den Universitäten Erlangen, Rostock, Kiel, München und Freiburg. Seit dem Studium gehörte er der Burschenschaft der Bubenreuther Erlangen an. 1918 wurde er an der Universität Rostock zum Dr. med. promoviert. Ab 1919 war er als Assistenzarzt und von 1921 bis 1922 Erster Assistent bei Karl Zieler an der Universitätshautklinik in Würzburg tätig, wo er sich 1924 habilitierte. Danach wirkte er als Privatdozent und wurde 1927 zum außerordentlichen Professor ernannt. Ab 1927 war er Chefarzt an der Dortmunder Hautklinik und wechselte 1933 nach Nürnberg, wo er die städtische Hautklinik leitete. Er wurde Mitglied der SA und trat zum 1. Mai 1933 der NSDAP bei (Mitgliedsnummer 3.576.560). 1936 wechselte er von der SA zur SS (Mitgliedsnummer 276.802), wo er 1939 den Rang eines Hauptsturmführers erreichte.
Im Dezember 1936 übernahm er den Lehrstuhl für Dermatologie an der Universität Königsberg und stand als Direktor der Universitätsklinik und Poliklinik für Haut- und Geschlechtskrankheiten vor, wo er bis Anfang 1945 amtierte. Während des Zweiten Weltkrieges war er in Königsberg Chefarzt an einem Festungslazarett und ab Anfang Februar 1943 Geschwaderarzt.